# Bliznowiec
Bliznowiec, keloid (łac. keloid) – przerośnięta, guzowata, stwardniała blizna tworząca się w skórze pod wpływem urazu lub bez uchwytnej przyczyny w wyniku przerostu fibroblastów.

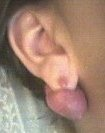
Keloid płatka ucha powstały w wyniku piercingu

Na to, czy powstanie bliznowiec, wpływa miejsce urazu, ale większe znaczenie ma skłonność osobnicza. Wykazuje ona charakter rodzinny, zależy też od rasy (częściej zmiany takie występują u rdzennych mieszkańców Afryki i Azji). Ponadto w zespole Turnera stwierdza się większą częstość bliznowców.

## Leczenie
Konsekwentne zakładanie opatrunków uciskowych (okluzyjnych) z fluorowanymi steroidami może w dużym stopniu zapobiegać powstawaniu bliznowca. Zaleca się też wstrzykiwanie triamcynolonu w dawce 10 mg/cm3 kilka razy w odstępach 7–20 dni. Korzystny efekt dają iniekcje interferonu gamma, hamującego syntezę kolagenu i proces włóknienia.